# Мюш
Мюш (нем. Müsch) — община в Германии, в земле Рейнланд-Пфальц. 
Входит в состав района Арвайлер. Подчиняется управлению Аденау.  Население составляет 214 человек (на 31 декабря 2010 года). Занимает площадь 3,81 км².